# Niaqornaarsuk
Niaqornaarsuk é um assentamento no sul do município de Qaasuitsup, oeste da Gronelândia ao pé da "foz" do Fiorde Arfersiorfik. Em 2010 tinha 300 habitantes.

## Transporte
A Air Greenland serve o assentamento no inverno com voos de helicópteros do Heliporto de Niaqornaarsuk para o Aeroporto de Aasiaat e para o Heliporto de Kangaatsiaq. Durante o verão e o outono, quando as águas da Baía de Disko são navegáveis, o transporte e comunicação entre assentamentos é feito somente por mar, servida pela Diskoline. As viagens são feitas através de ferry, de Niaqornaarsuk para Kangaatsiaq, Attu, Iginniarfik, Ikerasaarsuk e Aasiaat.

## População
A população de Niaqornaarsuk tem flutuado ao longo das duas últimas décadas, tendo diminuido nesta última década.